# Crazy on You
"Crazy On You" é uma canção da banda americana de rock Heart, do seu álbum de estreia chamado "Dreamboat Annie". Foi lançado como o terceiro single do álbum no Canadá, em março de 1976, enquanto nos Estados Unidos, foi lançado como seu single de estreia.

## Descrição
Iniciada com uma intro de violão acústico chamada "Silver Wheels", a canção se transforma em um rock acelerado que se tornou o som assinatura da banda nos seus primeiros anos. "Crazy On You" atraiu atenção pela relativa incomum combinação de violão acústico com guitarra elétrica e pelo fato de que o violão era tocado por Nancy Wilson, uma mulher, o que era uma raridade no rock daquela época. De acordo com Nancy, em uma entrevista para a rádio "In the Studio with Redbeard", que dedicou um episódio inteiro ao álbum Dreamboat Annie, a parte do ritmo acústico acelerado foi inspirada na canção de 1970 da banda The Moody Blues chamada "Question". O riff foi criado por Roger Fisher, durante as gravações.
A letra da música fala sobre o desejo de uma pessoa de esquecer todos os problemas do mundo durante uma noite de paixão. Em uma entrevista, em 2007, para o programa de televisão Private Sessions, Ann Wilson revelou que a canção foi escrita em resposta ao estresse causado pela Guerra do Vietnã e pela inquietação social nos Estados Unidos no início dos anos 1970. Foi escrita enquanto os membros da banda viviam em uma pequena casa de campo, em Point Roberts, Washington, situado na fronteira dos Estados Unidos com o Canadá.

## Lançamento
"Crazy On You" alcançou a posição 25 na parada Top Singles da RPM do Canadá em maio de 1976 e a posição 35 na Billboard Hot 100 dos Estados Unidos no mês seguinte. Se mantem como uma das músicas mais conhecidas da banda Heart e ainda é recorrente em rádios de rock clássico dos Estados Unidos. A rádio de Chicago WLS-AM, onde a canção era recorrente, classificou "Crazy on You" como a 30ª maior canção de 1976.
Mushroom Records relançou o single no final de 1977. Em fevereiro de 1978, o relançamento alcançou a posição 62 na parada da Billboard Hot 100 e a posição 68 no Top Singles da RPM. O lado B do single, chamado "Dreamboat Annie", mais tarde, também foi relançado. Em 2013, a formação original da banda performou a música na sua introdução no Rock and Roll Hall of Fame, sua primeira apresentação juntos depois de mais de 30 anos.

## Créditos
Tirado do encarte de Dreamboat Annie.
- Ann Wilson – vocais principais, flauta, vocais de apoio
- Nancy Wilson – violão acústico, vocais de apoio
- Roger Fisher – guitarra elétrica
- Howard Leese – guitarra elétrica
- Steve Fossen – baixo
- Kat Hendrikse – bateria
- Rob Deans – sintetizador
- Geoff Foubert – vocais de apoio
- Tessie Bensussen – vocais de apoio
- Jim Hill – vocais de apoio
- Mike Flicker – produção, engenharia
- Howard Leese – assistente de produção
- Rolf Hennemann – engenharia
- Patrick Collins – masterização

## Desempenho nas tabelas musicais
| País (Tabela musical) (1976-77)    | Posição de pico |
| ---------------------------------- | --------------- |
| Austrália (Kent Music Report)      | 70              |
| Bélgica (Ultratop 50 Flanders)     | 13              |
| Canadá (RPM Top Singles)           | 25              |
| Países Baixos (Dutch Top 40)       | 2               |
| Países Baixos (Single Top 100)     | 4               |
| Estados Unidos (Billboard Hot 100) | 35              |
| Estados Unidos (Cashbox Top 100)   | 40              |

| País (Tabela musical) (1976)   | Posição |
| ------------------------------ | ------- |
| Canadá (RPM Top Singles)       | 182     |
| País (Tabela musical) (1977)   | Posição |
| Países Baixos (Dutch Top 40)   | 59      |
| Países Baixos (Single Top 100) | 58      |